# Ruth Lewis
Ruth Lewis, pakistanska katolička redovnica i humanitarna djelatnica, poznata pod nadimkom »pakistanska Majka Terezija«.
Bila je članicom Družbe misionarka Krista Kralja. U Karachiju 1969. zajedno sa sestrama Gertrudeom Lemmens i Margaretom D'Costa osniva centar »Dar-ul-Sukun« (»Kuću mira«), u kojem se tijekom pet desetljeća skrbila za djecu s umnim i tjelesnim oštećenjima. Četvero njezinih štićenika osvojilo je odličja na Olimpijskim igrama za djecu s poteškoćama u Sjedinjenim Državama 1996. Unatoč opasnosti od zaraze koronavirusom u ljeto 2020., nastavila je njegovati štićenike centra, no zbog starosti i zdravstvenog rizika podlegla je zarazi i 20. srpnja preminula. Četiri dana kasnije, pakistanska vlada, na čelu s predsjednikom Arifom Alvijem, posmrtno ju je odlikovala visokim državnim odličjem Sitara-e-Imitiaz za društvene zasluge.
Pakistanski novinar Imran Aslam ubrojio ju je među »ljude koji su oblikovali Karachi« tijekom njegove povijesti.